# 広島県立広高等学校
広島県立広高等学校（ひろしまけんりつひろこうとうがっこう）は、広島県呉市広大新開に所在する公立高等学校。

## 概要
歴史
1942年（昭和17年）創立の旧制中学校と翌1943年（昭和18年）創立の高等女学校を前身とする。1948年（昭和23年）の学制改革によりそれぞれが新制高等学校となり、翌1949年（昭和24年）に両校が統合された。2017年（平成29年）に創立75周年を迎える。
設置課程・学科
全日制課程・普通科
校歌
1951年（昭和26年）に制定。作詞は小川二郎、作曲は山本寿による。歌詞は2番まであり、校名は歌詞中に登場しない。
生徒歌
全日制課程 - 1955年（昭和30年）に制定。作詞は打田勝彦、作曲は藤山一郎による。歌詞は2番まであり、両番に校名の「広高」が登場する。
定時制課程（2022年に閉課程） - 作詞は古田博保、作曲は岡崎邦朗による。歌詞は3番まであり、3番に校名の「広高」が登場する。
制服
冬服はブレザー。男女ともにネクタイを着用する。
姉妹校
 バーンサイド高等学校

## 沿革
出典
- 1942年（昭和17年）4月 - 「広島県立呉第三中学校」が設置される。当初広島県立呉第一中学校[2]で授業を開始。校章を制定。
  - 入学資格を国民学校初等科を修了した12歳以上の男子とし、修業年限を5年（現在の中1から高2に相当）とする。
- 1943年（昭和18年）4月 - 呉第一中学校校舎の借用を終了し、広町の新校舎に移転を完了。
  - 中等学校令の施行により、この時の入学生から修業年限が4年（現在の中1から高1に相当）となる。
- 1944年（昭和19年）
  - 1月 - 校旗を制定。
  - 4月 - 教育ニ関スル戦時非常措置方策により中等学校令施行前に入学した生徒にも修業年限4年が適用されることになる。
- 1945年（昭和20年）9月 - 元・広海軍工廠工員養成所（広町大新開10,430番地）に分校舎を設置。
- 1946年（昭和21年）
  - 4月 - 修業年限が5年となる（ただし4年修了時点で卒業することもできた）。
  - 12月 - 分校舎の敷地が進駐軍に接収されたため、一部を横路旧兵舎に移す。
- 1947年（昭和22年）
  - 4月 - 学制改革（六・三制）が行われる。
    - 旧制中学校の生徒募集を停止。
    - 新制中学校を併設し（以下・併設中学校）、旧制中学校1・2年修了者を新制中学校2・3年生として収容。
    - 併設中学校は経過措置としてあくまで暫定的に設置されたため、新たに生徒募集は行われず、在校生が2・3年生のみの中学校であった。
    - 旧制中学校3・4年生はそのまま旧制中学校4・5年生として在籍した（ただし4年修了時点で卒業することもできた）。

  - 7月 - 横路分校舎を廃止。
- 1948年（昭和23年）5月 - 学制改革により旧制中学校が廃止され、新制高等学校「広島県広津高等学校」（男子校）が発足。併設中学校を継承。
  - 定時制課程を設置。
  - 旧制中学校卒業者（5年修了者）を新制高校3年生、旧制中学校4年修了者を新制高校2年生、併設中学校卒業者（3年修了者）を新制高校1年生として収容。
  - 併設中学校の在校生が1946年（昭和21年）に旧制中学校へ最後に入学した3年生のみとなる。
- 1949年（昭和24年）3月31日 - 併設中学校を廃止。
- 1943年（昭和18年）4月 - 「広島県立呉第二高等女学校」が設置される。当初広島県立呉第一高等女学校[2]に併設される。
  - 入学資格を国民学校初等科を修了した12歳以上の女子とし、修業年限を4年（現在の中1から高1に相当）とする。
- 1944年（昭和19年）4月 - 三坂地国民学校（呉市立三坂地小学校の前身）へ移転を完了。
- 1946年（昭和21年）
  - 3月 - 吉松校舎へ移転を完了。
  - 4月 - 修業年限が5年となる（ただし4年修了時点で卒業することもできた）。
- 1947年（昭和22年）4月 - 学制改革（六・三制）が行われる。
  - 高等女学校の生徒募集を停止。
  - 新制中学校を併設し（以下・併設中学校）、高等女学校1・2年修了者を新制中学校2・3年生として収容。
  - 併設中学校は経過措置としてあくまで暫定的に設置されたため、新たに生徒募集は行われず、在校生が2・3年生のみの中学校であった。
  - 高等女学校3・4年生はそのまま高等女学校4・5年生として在籍した（ただし4年修了時点で卒業することもできた）。
- 1948年（昭和23年）5月 - 学制改革により高等女学校が廃止され、新制高等学校「広島県緑丘高等学校」（女子校）が発足。併設中学校を継承。
  - 高等女学校卒業者（5年修了者）を新制高校3年生、高等女学校4年修了者を新制高校2年生、併設中学校卒業者（3年修了者）を新制高校1年生として収容。
  - 併設中学校の在校生が1946年（昭和21年）に高等女学校へ最後に入学した3年生のみとなる。
  - クローバーの校章を制定。
- 1949年（昭和24年）3月31日 - 併設中学校を廃止。
- 1949年（昭和24年）
  - 4月30日 - 高校三原則に基づく公立高等学校の再編により、上記2校が統合され総合制の「広島県広高等学校」が発足。男女共学を開始。
    - 通常制普通課程・生活課程、定時制普通課程を設置。

  - 5月 - 定時制分校2校（向・上蒲刈）を設置。
  - 7月 - 校章を制定。
  - 10月 - 第1回体育祭を開催。
- 1950年（昭和25年）
  - 8月 - 同窓会が発足。
  - 12月 - 第1回文化祭を開催。
- 1951年（昭和26年）7月 - 校歌を制定。
- 1954年（昭和29年）2月 - 校旗を制定。
- 1955年（昭和30年）10月 - 全日制生徒歌を制定。
- 1961年（昭和36年）4月 - 生活科を家政科に改称。
- 1962年（昭和37年）
  - 4月 - 通常制課程を全日制課程に改称。
  - 11月 - 健武館が完成。
- 1963年（昭和38年）
  - 3月31日 - 家政科を廃止。普通科のみとなる。向分校の生徒を本校定時制と上蒲刈分校に分配し収容。
  - 5月 - 体育館兼講堂が完成。
- 1964年（昭和39年）4月1日 - 向分校を廃止。上蒲刈分校を「蒲刈分校」に改称。
- 1965年（昭和40年）4月1日 - 蒲刈分校が安芸郡蒲刈町田戸に移転。
- 1968年（昭和43年）10月1日 - 「広島県立広高等学校」（現校名）に改称（県の後に「立」が付される）。
- 1976年（昭和51年）4月1日 - 全日制課程において、呉市内（広島県第6学区）の県立高校3校（広、呉三津田、呉宮原）の間で総合選抜を開始。
- 1985年（昭和60年）3月 - 新図書館・食堂が完成。
- 1988年（昭和63年）11月 - 新体育館兼講堂が完成。
- 1989年（平成元年）3月 - 旧体育館兼講堂を改修の上、健武館とする。
- 1992年（平成4年） - トレーニングハウス、同窓会事務局室、グラウンドの整備が完成。
- 1993年（平成5年）- C館にエレベーターを設置。
- 1997年（平成9年）3月 - この時の入試をもって総合選抜を終了。
- 1998年（平成10年）- 単独選抜を開始。指定中学校6校に対して推薦入試を開始。
- 2001年（平成13年）4月1日 - 普通科に国際文理コースを設置。
- 2003年（平成15年）3月31日 - 蒲刈分校（最終所在地:〒737-0403 呉市蒲刈町田戸2234,北緯34度11分47.5秒 東経132度43分23.8秒）を廃止。
- 2008年（平成20年）1月 - 新A館の耐震工事を完了。
- 2010年（平成22年）
  - 2月 - 解体された旧A館跡地にE館が完成。
  - 4月 - 国際文理コースの募集を停止。
- 2012年（平成24年）3月31日 - 国際文理コースを廃止。
- 2013年（平成25年）8月 -  バーンサイド高等学校と姉妹校締結。
- 2022年（令和4年）3月 - 定時制課程を閉課程。[3]

## 年間行事
※ 全日制課程のみ
- 6月 - 体育祭
- 9月 - 合唱コンクール、広高祭（文化祭）

## 部活動
文化部
- ESS部
- 文芸部
- 美術部
- 音楽部
- 茶道部 ※
- 琴部
- 写真部
- フォークソング部
- 食物部

運動部
- 硬式野球部
- ソフトテニス部
- ハンドボール部
- バレーボール部
- バスケットボール部
- 体操部
- 剣道部　※
- 陸上競技部　※
- バドミントン部　※
- 柔道部
- 卓球部
- サッカー部
- 水泳部
- テニス部（硬式）

同好会
- 囲碁・将棋
- ハイキング

## 周辺
- 呉港高等学校
- 呉市立白岳中学校
- 呉市立白岳小学校
- 呉自動車学校
- 広公園
- 呉市総合体育館（シシンヨーオークアリーナ）
- 広警察署
- 呉両谷郵便局
- JA呉広東支店

## 著名な出身者
- 川崎清貴 - 円盤投日本記録保持者
- 椋田昌夫 - 広島電鉄社長、日本民営鉄道協会副会長
- 荒野泰典 - 歴史学者、立教大学名誉教授[要出典]
- 坂田明 - ミュージシャン
- 太刀掛秀子 - 漫画家
- 芳野弘 - FeliCaネットワークス社長
- 小松莊一良 - 映画監督
- 吉田幸 - 中国放送アナウンサー
- 瀬川嘉 - 山口放送アナウンサー
- 小村和年 -元呉市長、元日本下水道協会会長
- 五反田靖 - ミュージシャン（オルケスタ・デ・ラ・ルス）
- 市本隆司 - 競輪選手